# Kruszownica szara

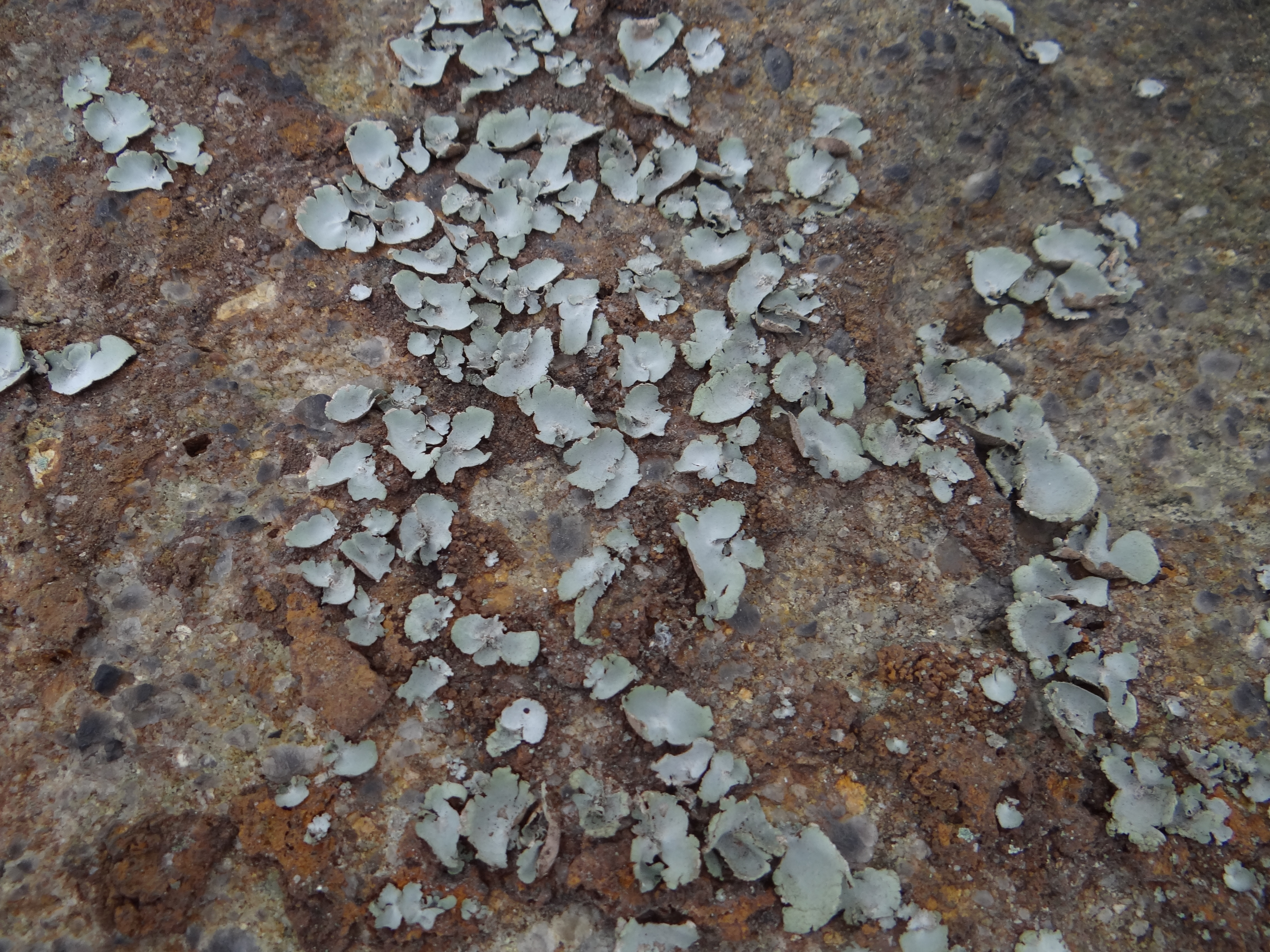

Kruszownica szara (Umbilicaria grisea Hoffm.) – gatunek grzybów z rodziny kruszownicowatych (Umbilicariaceae). Ze względu na współżycie z glonami zaliczany jest do porostów.

## Systematyka i nazewnictwo
Pozycja w klasyfikacji według Index Fungorum: Umbilicaria, Umbilicariaceae, Umbilicariales, Incertae sedis, Lecanoromycetes, Pezizomycotina, Ascomycota, Fungi.
Synonimy nazwy naukowej:

- Gyrophora grisea (Hoffm.) Turner & Borrer 1819
- Gyrophora murina (Ach.) Ach. 1803
- Lichen deustus Huds. 1762
- Lichen dillenii With. 1796
- Lichen griseus Sw. ex Westr. 1793
- Lichen murinus Ach. 1799
- Umbilicaria grisea Ach. 1794
- Umbilicaria murina (Ach.) DC. 1805
- Umbilicaria varia var. grisea (Hoffm.) Leight. 1856

Nazwa polska według Krytycznej listy porostów i grzybów naporostowych Polski.

## Charakterystyka
Plecha listkowata z glonami protokokkoidalnymi, złożona z pojedynczych listków o średnicy 1–3 cm. Listki mają okrągławy lub nieregularny kształt, często są na bokach wcinane. Do podłoża przyrastają uczepem. Listki są dość grube i podczas suchej pogody są bardzo kruche, kruszą się w palcach. Górna powierzchnia jest gładka, delikatnie popękana, szara, szarozielona, czasami ma brunatny odcień. Na brzegach brak wyrostków.

## Występowanie i siedlisko
Występuje głównie w Europie, poza tym odnotowano jej występowanie w USA oraz na Nowej Zelandii. W Polsce gatunek pospolity, nie znajduje się na czerwonej liście gatunków zagrożonych. W latach 2004–2014 podlegała ochronie ścisłej, od października 2014 wykreślona została z listy chronionych gatunków porostów.
Występuje na skałach.